# جینبوچو

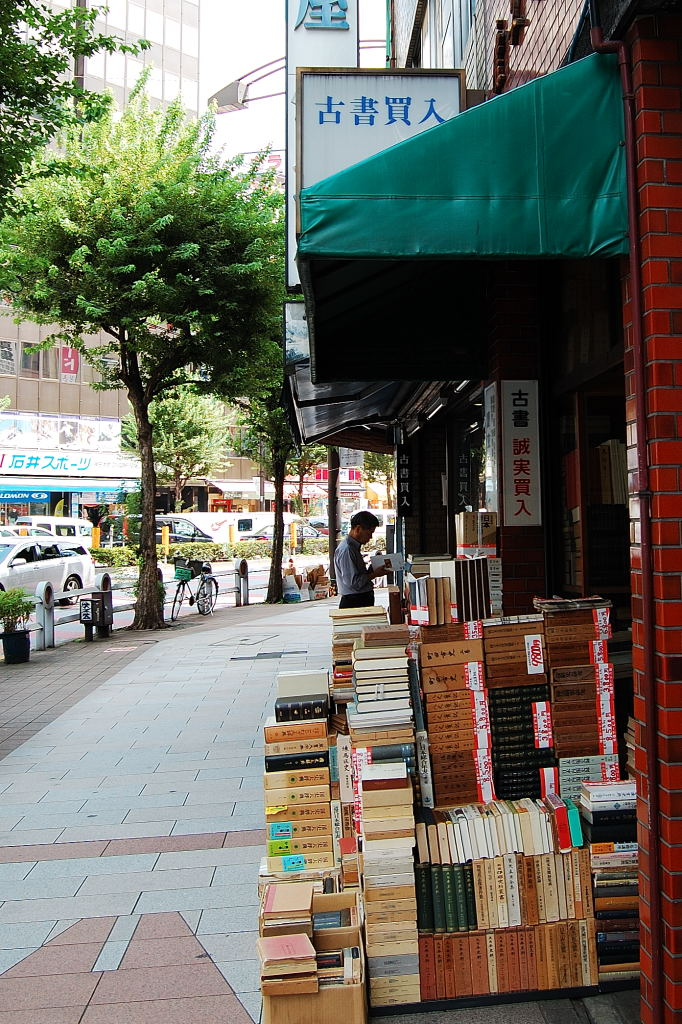
جینبوچو، محل فروش کتاب‌های دست دوم

جینبوچو (به ژاپنی: 神保町 Jinbo-cho) یکی از محله‌های توکیو پایتخت ژاپن است که در منطقهٔ چیودا واقع شده‌است.

## دسترسی به ایستگاه جینبوچو
- متروی توئی، خط میتا
- متروی توئی، خط شینجوکو
- متروی توکیو، خط هانزومون

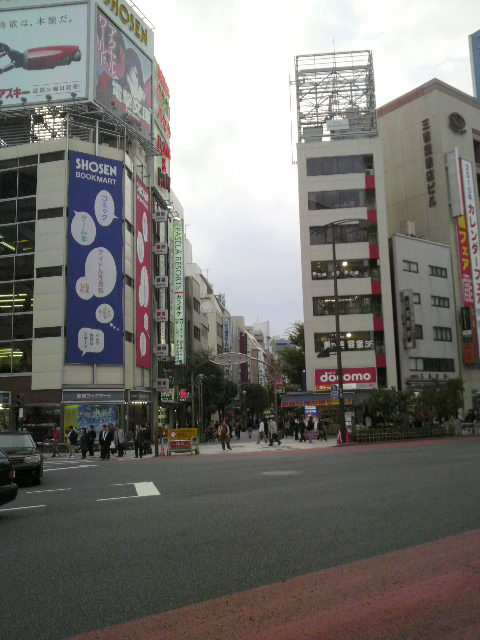
جینبوچو
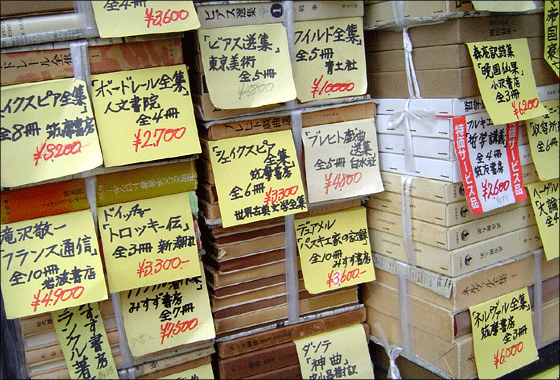
یک کتاب فروشی در جینبوچو